# Église de la Pentecôte
The Church of Pentecost ou Église de la Pentecôte est une association chrétienne évangélique d'églises pentecôtistes. L'église recenserait 3 millions de membres dans le monde, avec près de 20 000 églises dans 170 pays. Son siège est à Accra, au Ghana.

## Histoire
Les débuts de l'Église sont liés au ministère du pasteur James McKeown (1900-1989), un missionnaire irlandais envoyé par l'Eglise apostolique de Bradford, Royaume-Uni, à la Gold Coast (aujourd'hui le Ghana) en 1937 pour aider un groupe de croyants de la foi apostolique à Asamankese . En juin 1937,  James McKeown était gravement malade avec le paludisme et a été gardé dans sa chambre à Asamankese pendant quelques jours sans médicament, en conformité avec les règles de la foi apostolique. Puis le commissaire de district a conduit McKeown à l'hôpital européen - actuellement, Hôpital Ridge - à Accra où il a complètement récupéré. À son retour à Asamankese, il a été confronté par les dirigeants pour avoir violé les règles de l'église, en recherchant des soins médicaux à l'hôpital au lieu de dépendre de la foi.
En juin 1938, une assemblée générale a eu lieu par tous les membres du pays pour discuter de la situation, mais les dirigeants de Asamankese ont refusé cet écart et ont condamné McKeown pour manque de foi dans la prière pour la guérison. En 1939, en raison des différences doctrinales fondées sur la guérison divine, le groupe se sépare en deux églises; la  Christ Apostolic Church et la Apostolic Church Gold Coast. Cette dernière a vu une grande expansion sous McKeown. En 1953, une crise constitutionnelle conduit à la fondation de Gold Coast Apostolic Church dirigé par McKeown .
Après l'indépendance du Ghana en 1957, la Apostolic Church Gold Coast a été rebaptisé Ghana Apostolic Church. La scission en 1953 n'a pas mis fin à la crise. De nouveaux conflits ont contraint le Président de la République du Ghana, le Dr Kwame Nkrumah, à conseiller la direction de la Ghana Apostolic Church, d'adopter un nouveau nom. C'est ainsi qu'elle devient, le 1er août 1962, The Church of Pentecost . 
Selon un recensement de l’association d’églises en 2020, elle disait compter 3,474,241 membres, dont 2,973,830 membres au Ghana.